# 2007 en économie (activité humaine)
 (août 2008).
Si vous disposez d'ouvrages ou d'articles de référence ou si vous connaissez des sites web de qualité traitant du thème abordé ici, merci de compléter l'article en donnant les références utiles à sa vérifiabilité et en les liant à la section « Notes et références ».
| • Chronologie générale de l'économie • |

| • Chronologie générale de l'économie • |

| Années de l'économie : 2004 - 2005 - 2006 - 2007 - 2008 - 2009 - 2010    |
| Décennies de l'économie : 1970 - 1980 - 1990 - 2000 - 2010 - 2020 - 2030 |

Cet article présente les faits marquants de l'année 2007 en économie.

## Évènements majeurs
- Agriculture : des produits agricoles OGM ont été cultivés sur 114 millions d'hectares dans le monde dont : États-Unis (58 millions), Argentine (19 millions), Brésil (15 millions), Canada (8 millions) et le reste en Inde et en Chine. Les produits les plus cultivés sous la forme OGM sont le maïs, le colza et le coton.

- Automobile : Les principaux pays producteurs d'automobiles en millions d'unités furent : Japon 11,5 - États-Unis 10,7 - Chine 8,8 - Allemagne 6,3 - Corée du Sud 4,0 - France 3,0.

- Finances :
  - Les réserves internationales de la Russie, en or et devises, se sont élevées à 476,39 milliards de dollars (320 milliards d'euros) en progression de 57 % en un an.
  - Les réserves internationales de la Chine, en or et devises, se sont élevées à 1 528 milliards de dollars (1 030 milliards d'euros).

- Marketing et Publicité : 
  - Selon l'institut Millward Brown, leader mondial en recherche marketing, la valeur totale des cent marques les plus connues au monde a augmenté en un an de 21 % à 1 940 milliards de dollars. Cette valeur est calculée en fonction des retours sur investissements (ROI), des produits, de la clarté de son positionnement et de son leadership dans son secteur. Le no 1 reste Google, suivi de General Electric, puis de Microsoft… La liste comprend désormais quatre marques chinoises (China Mobile, Bank of China, China Construction Bank, ICBC) et une russe (MTS). Elle comprend 28 marques du secteur des technologies.
  - Le top dix mondial des sociétés de communication comprend : Omnicom (1), WPP (2), Interpublic (3), Publicis (4), Aegis (6), Havas (7), MDC Partners (9), Alliance Data Systems (10).
  - Plus de 12 % du chiffre d'affaires des quatre premiers groupes de communications mondiaux (Omnicom, WPP, Interpublic et Publicis) ont été générés par leurs activités numériques avec un taux de croissance moyen de 10,2 % sur ce secteur.

- Milliardaires : Selon la version russe du magazine Forbes, le nombre de milliardaires en Russie est de 110 contre 60 un an auparavant. Le milliardaire russe le plus riche est Oleg Deripaska avec 28,6 milliards de dollars (patron de Rusal, géant mondial de l'aluminium), le deuxième est Alexeï Mordachov (patron de Severstal, géant de l'acier), le troisième est Roman Abramovitch (ex-no 1).

- Millionnaires : selon la 12e édition du World Wealth Report de Merrill Lynch et Capgemini, il y a 10,1 millions de millionnaires dans le monde, soit 6 % de plus qu'en 2006 (États-Unis 3 millions, Japon 1,5 million, Royaume-Uni, Allemagne 826 000, Chine, France 394 320) . Leurs avoirs se montent à 40 700 milliards de dollars en augmentation de 9,4 % par rapport à 2006, soit en moyenne 4 millions de dollars hors résidence principale. 103 320 d'entre eux détiennent plus de 30 millions de dollars d'actifs financiers. Parmi les pays les plus performants en augmentation du nombre de millionnaires : Inde +22,7 %, Chine +20,3 %, Brésil +19,1 %, Moyen-Orient +15,6 %, Russie +14,4 %, Europe de l'Est +14,3 % et Amérique latine +12,2 % … France +1,3 %.

- OMC : Selon l'Organisation mondiale du commerce, la croissance du commerce mondial est de 5,5 % en 2007 contre 8,5 % en 2006. En 2008, la croissance pourrait être de 4,5 % au plus. Selon son directeur général, Pascal Lamy : « L'économie mondiale traverse une période incertaine et préoccupante ». Le commerce mondial fait face à de sombres perspectives : flambée du prix des matières premières et du pétrole, effondrement du dollar par rapport à l'euro, crise immobilière aux États-Unis, turbulences sur les marchés financiers.

- Transport aérien : 
  - Les flottes des compagnies américaines sont celles qui affichent les moyennes d'âge les plus élevées : 15,0 ans pour American, 14,0 ans pour Delta, 13,7 ans pour United, contre 9,1 ans pour Air France, 6,9 ans pour Singapore et 5,7 ans pour Emirates. Au début d'avril, American Airlines a dû annuler plus de trois mille vols pour une révision d'urgence des circuits électroniques de ses moyens-courriers intérieurs, ce qui a provoqué une gigantesque pagaille dans les aéroports américains. Certains vieux appareils sont des gouffres financiers à cause de leur surconsommation en carburant, des coûts d'entretien de plus en plus élevés et sont des pollueurs notables — 6 tonnes de kérosène à l'heure pour les MD80 contre 3 tonnes pour l'Airbus A320 ou le Boeing 737-800 équivalents.
  - L'ensemble des aéroports du monde a accueilli plus de 4,5 milliards de passagers, soit une hausse de 7 % par rapport à 2006. Parmi les plus grands aéroports par nombre de passagers : 1-Atlanta (89 millions), 2-Chicago (77 millions), 3-Londres-Heathrow (68 millions), 4-Tokyo-Haneda (67 millions), 5-Los Angeles (62 millions), 7-Paris-CDG (60 millions), 8-Francfort (55 millions).
  - L'aéroport de Roissy-CDG a reçu quelque 60 millions de passagers sur 10 457 vols hebdomadaires desservis par 178 compagnies aériennes. L'aéroport d'Orly a reçu quelque 26,4 millions de passagers sur 4 480 vols hebdomadaires desservis par 40 compagnies aériennes.

- Union européenne : le déficit public de la zone euro a été de 0,6 % du PIB (1,3 % en 2006), le taux le plus bas jamais atteint, mais son ratio de la dette publique se monte à 66,4 % contre 68,4 % en 2006.

## Mois par mois

### Janvier
- Du 24 au 28 janvier 2007, 37e Forum économique mondial à Davos

### Juillet
- Début de la crise des subprimes

### Novembre
- La commission européenne dénonce les sites en ligne de ventes de billets d'avion. Sur 447 sites européens étudiés, plus de la moitié ont des pratiques commerciales douteuses, avec en cause une mauvaise information sur le prix réel qui trop souvent ne comprend ni les taxes d'aéroport, ni les frais annexes (assurance, réservation…).